# Aurora Airlines
Aurora Airlines era uma companhia aérea charter com sede em Liubliana, Eslovênia. Ela operava vários voos por semana entre as maiores cidades da Alemanha para Kosovo. A empresa operava para a Airkosova.

## Frota
A frota da Aurora Airlines consistia nas seguintes aeronaves:
| Aeronaves               | Em Serviço | Ordens | Passageiros | Notas |
| ----------------------- | ---------- | ------ | ----------- | ----- |
| McDonnell Douglas MD-82 | 3          | –      | 169         |       |
| McDonnell Douglas MD-83 | 1          | –      | 167         |       |
| Total                   | 4          | 0      |             |       |